# Kursächsische Postmeilensäule Frankenberg

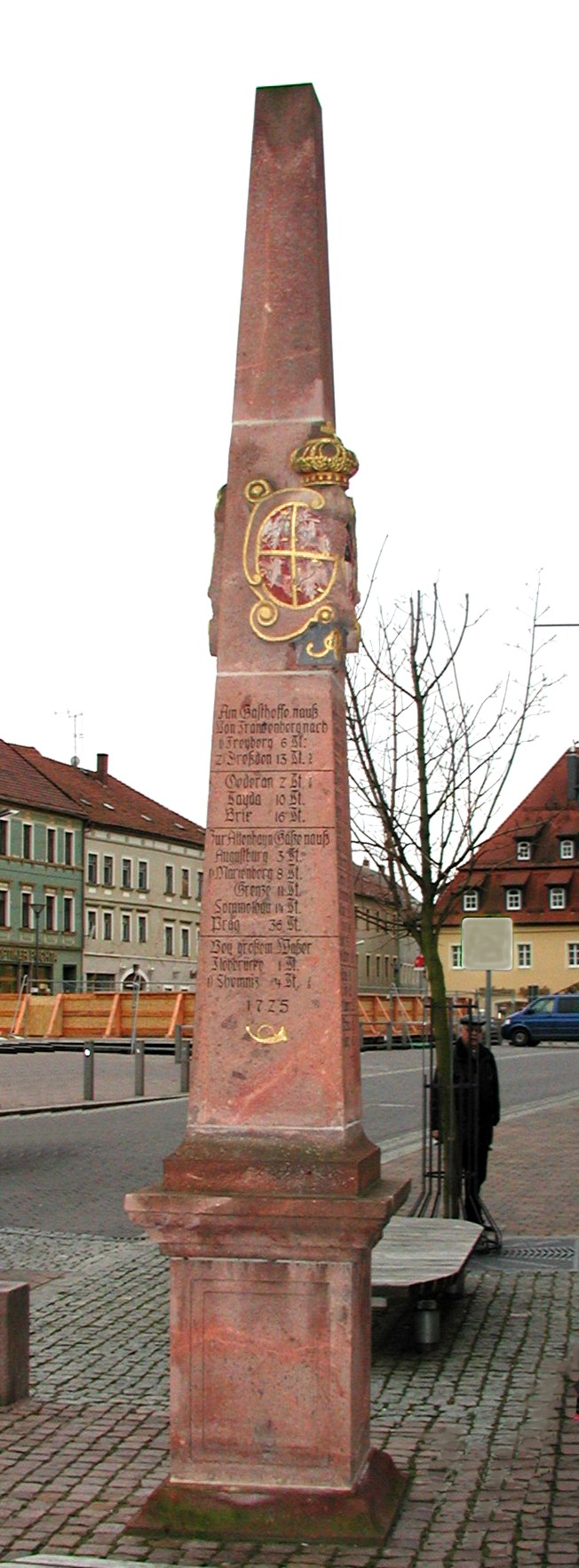
Distanzsäule Frankenberg

Die denkmalgeschützte kursächsische Postmeilensäule Frankenberg gehört zu den Postmeilensäulen, die im Auftrag des Kurfürsten Friedrich August I. von Sachsen durch den Land- und Grenzkommissar Adam Friedrich Zürner in der 1. Hälfte des 18. Jahrhunderts im Kurfürstentum Sachsen errichtet worden sind. Die wappengeschmückte Distanzsäule befindet sich auf dem Marktplatz der sächsischen Stadt Frankenberg/Sa. im Landkreis Mittelsachsen.

## Geschichte

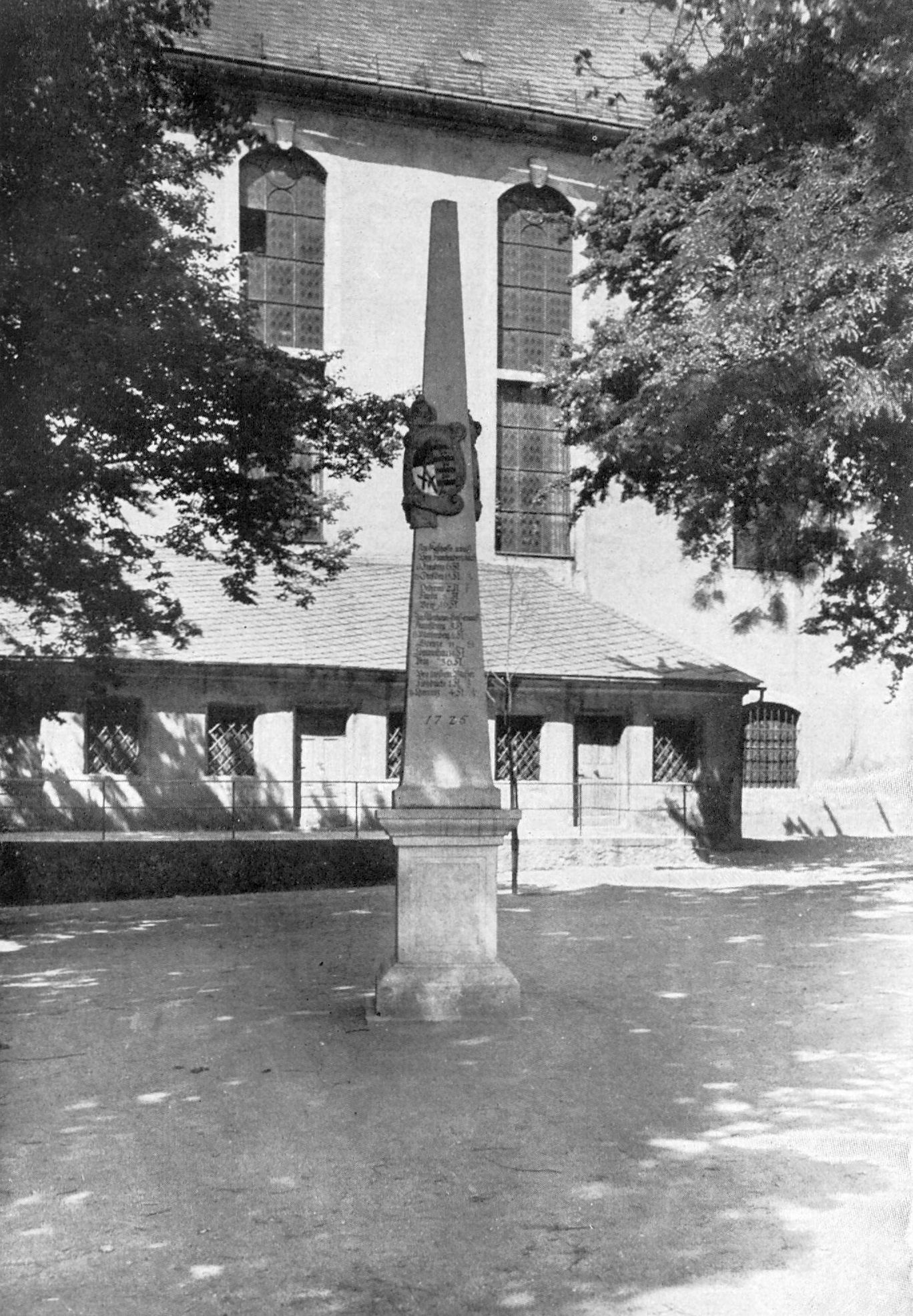
Ansicht 1930

Die Säule wurde 1725 auf dem Marktplatz gegenüber dem Rathaus aufgestellt. Sie besteht aus Hilbersdorfer Porphyrtuff. Für die Errichtung des Marktbrunnens um 1820 musste die Säule ihren Platz räumen. 1966 war sie so desolat, dass eine Kopie durch den Frankenberger Bildhauer H. Thiel angefertigt wurde, deren Enthüllung am 2. Oktober 1969 stattfand. Inzwischen ist die Säule wieder von der Parkanlage an der Humboldtstraße auf den Marktplatz zurückgekehrt. Es erfolgte jedoch die Aufstellung ohne Sockel und nicht über Eck.

## Aufbau
Wie fast alle Distanzsäulen besteht sie aus sieben Teilen. Sockel, Postament und Postamentbekrönung bilden den Unterbau.
Der Oberbau besteht aus Zwischenplatte, Schaft, Wappenstück und Spitze.